# Selago albomontana
Selago albomontana är en flenörtsväxtart som beskrevs av O.M. Hilliard. Selago albomontana ingår i släktet Selago och familjen flenörtsväxter. Inga underarter finns listade i Catalogue of Life.